# Jazkamer
Jazkamer (anciennement Jazzkammer) est un groupe norvégien de musique bruitiste.

## Histoire
Le groupe est formé en 1998 sous le nom de Jazzkammer, composé des musiciens John Hegre (en) et Lasse Marhaug (en). C'est un groupe de musique expérimentale principalement bruitiste qui utilise des éléments de la musique électronique, de la musique concrète, de la prise de son en extérieur ou de la guitare pour composer ou improviser. Ils se sont produits avec des musiciens tels que Merzbow, Maja Ratkje, Government Alpha, Smegma ou Howard Stelzer.
En 2004, il se rebaptise Jazkamer. En 2007, le groupe sort Endless Coast au label No Fun,. Ils reprennent aussi sous forme d'album hommage Metal Machine Music de Lou Reed sous le nom Metal Music Machine (Smalltown Supernoise, 2006) et Metal Music Machine 2 (Pica Disk, 2010). À l'image de Merzbow avec sa collection Japanese Birds en 2009, Jazkamer produit un disque par mois au cours de l'année 2010 sur le label Pica Disk (label de Lasse Marhaug). Sur ces 12 disques des artistes tels que Jean-Philippe Gross ou Anla Courtis ont pu participer aux enregistrements.

## Discographie notable
- 2000 : Ground Fault Recordings (album)
- 2000 : Cover of Timex (album)
- 2002 : Rolex (album)
- 2002 : Pancakes (album)
- 2003 : Pulse (album)
- 2005 : Mort aux vaches (album)
- 2006 : Metal Music Machine (album)
- 2006 : Panic (album)
- 2007 : Balls the Size of Texas, Liver the Size of Brazil (album)
- 2008 : Art Breaker (album)
- 2010 : Solitary Nail (album)
- 2010 : Musica Non Grata (album)
- 2010 : The Monroe Doctrine (album)
- 2010 : Cover of Self-Portrait (album)